# Memories of a Color
Memories of a Color är den svenska sångerskan Stina Nordenstams debutalbum, utgivet 1991.
I Sverige gavs skivan ut på CD av Telegram Records Stockholm och på LP av Telegram Records och Caprice Records. Den senare gavs som en del av serien Jazz i Sverige '91. I övriga Europa gavs skivan ut 1992 av Eastwest Records på både CD och LP. I USA gavs skivan ut på Warner Bros. Records. De första exemplaren gavs ut under namnet "Stina". Den amerikanska utgåvan har också ett annorlunda omslag, jämfört med originalutgåvan (artistnamnet samt albumtiteln återfinns i övre högre hörnet, istället för i nedre vänstra).
Från skivan utgavs två singlar: Memories of a Color (1992) och Another Story Girl (1993). Ingen av dessa nådde några listframgångar.

## Låtlista

### CD
1. "Memories of a Color" – 4:45
2. "The Return of Alan Bean" – 6:28
3. "Another Story Girl" – 3:38
4. "His Song" – 7:17
5. "He Watches Her from Behind" – 3:03
6. "I'll Be Cryin' for You" – 5:20
7. "Alone at Night" – 5:49
8. "Soon After Christmas" – 6:57
9. "A Walk in the Park" – 3:41

### LP
A
1. "Memories of a Color" – 4:45
2. "The Return of Alan Bean" – 6:28
3. "Another Story Girl" – 3:38
4. "His Song" – 7:17

B
1. "He Watches Her from Behind" – 3:03
2. "I'll Be Cryin' for You" – 5:20
3. "Alone at Night" – 5:49
4. "Soon After Christmas" – 6:57
5. "A Walk in the Park" – 3:41

## Singlar

### Memories of a Color
"Memories of a Color" var den första singeln att ges ut från albumet. Den gavs ut i Storbritannien på CD och 10"-vinyl. Den andra var "Another Story Girl". Samtliga låtar från singlarna finns också med på albumet.

#### CD
1. "Memories of a Color" - 4:45
2. "Soon After Christmas" - 6:58

#### 10"
A
1. "Memories of a Color" - 4:45

B
1. "Soon After Christmas" - 6:58

### Another Story Girl
1. "Another Story Girl" – 3:38
2. "A Walk in the Park" – 3:41

## Medverkande
- Stina Nordenstam — sång, piano, keyboards
- Mats Persson — slagverk
- Magnus Persson — slagverk
- André Ferrari — slagverk
- Rafael Sida — slagverk
- Christin Veltman — slagverk
- Christian Spering — slagverk
- Backa Hans Eriksson — bas
- Max Schultz — gitarr
- Ulf Janson — gitarr
- Henrik Janson — gitarr, keyboards
- Anders Persson — gitarr, keyboards
- Johan Ekelund — keyboards
- Johan Hörlén — keyboards
- David Wilczewski — saxofon
- Lasse Andersson — gitarr, cister
- Per Hammarström — fiol
- Ronnie Sjökvist — fiol
- Anna Harju — viola
- Kerstin Isaksson — cello
- Katarina Wassenius — cello
- Staffan Svensson — trumpet
- Johan Ahlin — Valthorn
- Jan Lejonclou — Valthorn

## Mottagande
Allmusics recensent Kelvin Hayes gav skivan betyget 2,5/5.

## Listplaceringar
| Lista (1991) | Topplacering |
| ------------ | ------------ |
| Sverige      | 27           |